# Лоухиваара, Осси
Осси Лоухиваара (фин. Ossi Louhivaara; род. 31 августа 1983, Котка, Финляндия) — финский хоккеист, крайний нападающий клуба ЮП.

## Биография

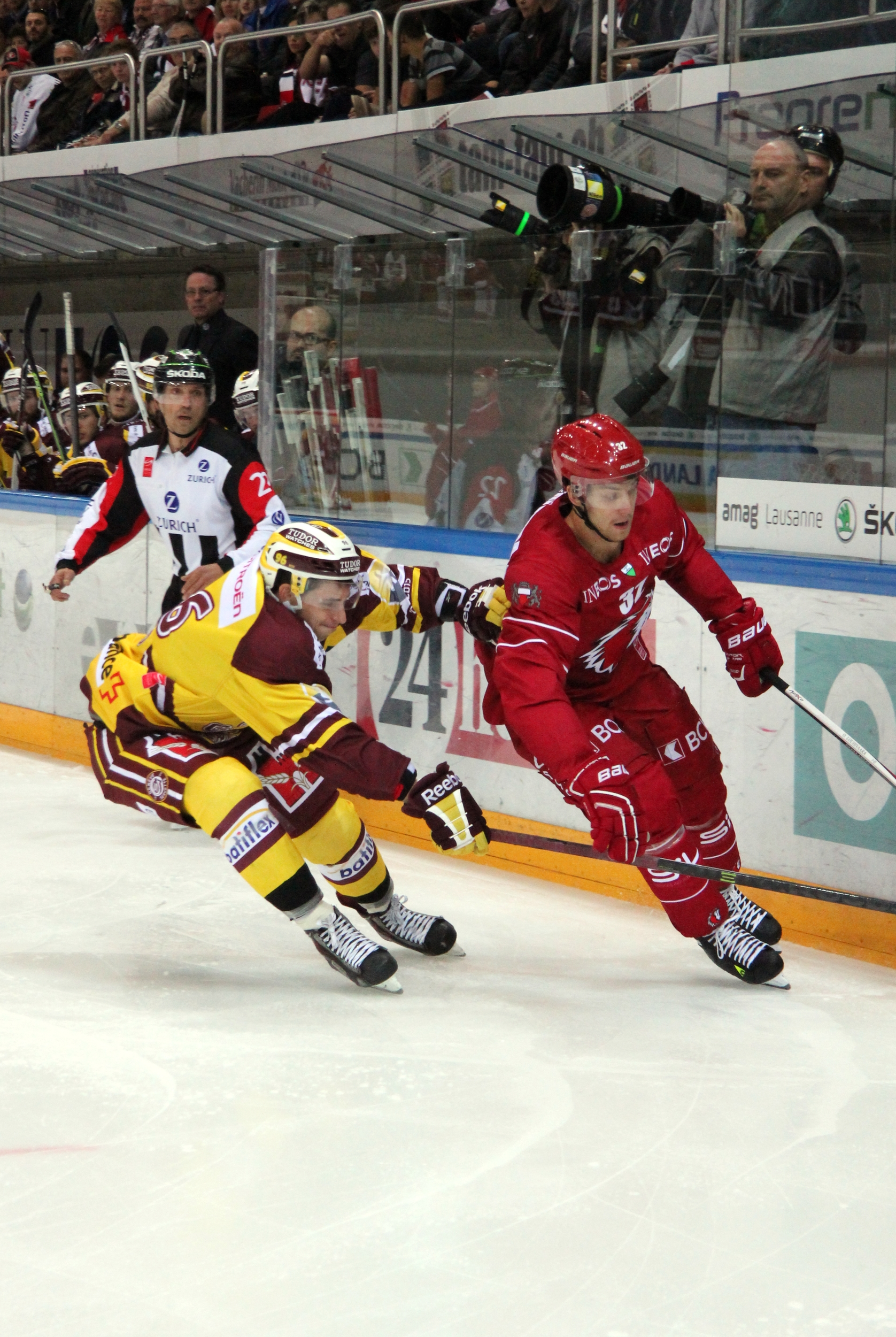
Осси Лоухиваара

Осси Лоухиваара родился 31 августа 1983 года в финском городе Коткан. Воспитанник хоккейного клуба «Титаанит», во взрослом хоккее Осси дебютировал в 1999 году, в возрасте 16 лет. Закрепиться в команде ему удалось в следующем сезоне; хоккеист провёл за команду 32 матча. В 2003 году Осси Лоухиваара перешёл в команду «КооКоо», выступающую во второй по силе финской хоккейной лиге, Местис. В сезоне 2002/03 игрок провёл 44 матча, забив 10 шайб и отдав 15 голевых передач, занял первое место в лиге по количеству этих самых передач, и помог своему клубу выиграть бронзу второй финской лиги. На Драфте НХЛ 2003 года Осси Лоухиваара был выбран канадской командой «Оттава Сенаторз» под общим 260-м номером в 8 раунде. Однако хоккеист принял решение остаться в Финляндии. В сезоне 2003/04 игрок провёл за «КооКоо» 41 матч, став вторым бомбардиром чемпионата с 13 шайбами. В 2004 году хоккеист подписал двухлетний контракт с командой СМ-Лиги ЮП. Первый матч в Финской хоккейной лиге Осси провёл 16 сентября 2004 года против команды «СайПа». Матч закончился со счётом 2:0 в пользу ЮПа, автором первой шайбы стал Лоухиваара. В ноябре 2005 года хоккеист продлил контракт ещё на два года. В сезоне 2006/07 Лоухиваара провёл 37 матчей, не заиграв в полную силу из-за травмы. Сезон 2007/08 был для Осси восстановительным в физическом плане; хоккеист провёл за ЮП 41 матч в СМ-Лиге и 2 матча в Местисе за «СаПКо» из Савонлинна. В сезоне 2008/09 Лоухиваара вместе с ЮПом становится победителем регулярного сезона. Блестяще выступает команда и в серии плей-офф, в финальном матче которой шайба Осси, забитая в меньшинстве, позволила ЮПу стать чемпионом Финляндии. Сезон 2009/2010 хоккеист начал с командой ЮП-D, затем, вернувшись в основную команду, Осси провёл 54 матча в чемпионате и 14 в плей-офф; в чемпионате ЮП стал бронзовым призёром, а в плей-офф - золотым. В январе 2010-го Осси Лоухиваара снова продлил контракт с ЮПом на два года. В 2011 году Лоухиваара стал вице-капитан команды. В декабре 2011 года Осси в очередной раз продлевает контракт на тот же срок, что и предыдущие: на два года. В сезоне 2012/13 Лоухиваара с 13 шайбами становится вторым бомбардиром ЮПа, уступив первое место Анти Яатинену. 29 сентября 2013 года хоккеист сделал первый в своей карьере хет-трик против команды «Ильвес» из Тампере. Третья шайба Лоухиваара была забита в пустые ворота. 30 ноября хоккеист провёл пятисотый матч в финской хоккейной лиге. В 2013 году в составе ЮПа Осси Лоухиваара выиграл Европейский Трофей. В январе 2014 года игрок подписал контракт с ЮПом на 5 лет с условием, разрешающим Осси провести 2 сезона в клубе Континентальной хоккейной или Швейцарской национальной лиги. Согласно контракту, сезон 2014/15 Лоухиваара провёл за швейцарскую команду «Лозанна». В 2015 году Осси Лоухиваара дебютировал за финскую сборную на чемпионате мира по хоккею с шайбой.

## Статистика выступлений

### Клубная карьера
| 1999–00         | Коткан Титаанит | 3.ФЛ            | 1   | 0   | 0   | 0   | 0   | —  | —  | —  | —  | —  |
| 2000–01         | Коткан Титаанит | 3.ФЛ            | 32  | 10  | 12  | 22  | 10  | —  | —  | —  | —  | —  |
| 2001–02         | Коткан Титаанит | 3.ФЛ            | 34  | 13  | 14  | 27  | 10  | 3  | 1  | 1  | 2  | 0  |
| 2002–03         | КооКоо          | МЕС             | 44  | 20  | 15  | 35  | 20  | 9  | 1  | 3  | 4  | 4  |
| 2003–04         | КооКоо          | МЕС             | 47  | 13  | 17  | 30  | 4   | 9  | 1  | 1  | 2  | 2  |
| 2004–05         | ЮП              | СМ-Л            | 56  | 4   | 9   | 13  | 12  | 3  | 0  | 0  | 0  | 0  |
| 2005–06         | ЮП              | СМ-Л            | 53  | 7   | 11  | 18  | 30  | 3  | 0  | 2  | 2  | 2  |
| 2006–07         | ЮП              | СМ-Л            | 34  | 8   | 4   | 12  | 10  | —  | —  | —  | —  | —  |
| 2007–08         | СаПКо           | МЕС             | 2   | 2   | 1   | 3   | 2   | —  | —  | —  | —  | —  |
| 2007–08         | ЮП              | СМ-Л            | 41  | 10  | 8   | 18  | 14  | 6  | 2  | 0  | 2  | 0  |
| 2008–09         | ЮП              | СМ-Л            | 58  | 9   | 18  | 27  | 14  | 15 | 5  | 2  | 7  | 8  |
| 2009–10         | ЮП-Д            | МЕС             | 1   | 0   | 0   | 0   | 0   | —  | —  | —  | —  | —  |
| 2009–10         | ЮП              | СМ-Л            | 54  | 12  | 20  | 32  | 34  | 14 | 4  | 3  | 7  | 2  |
| 2010–11         | ЮП              | СМ-Л            | 60  | 18  | 22  | 40  | 6   | 10 | 3  | 3  | 6  | 0  |
| 2011–12         | ЮП              | СМ-Л            | 59  | 15  | 12  | 27  | 8   | 4  | 1  | 1  | 2  | 0  |
| 2012–13         | ЮП              | СМ-Л            | 57  | 13  | 20  | 33  | 20  | 11 | 1  | 4  | 5  | 27 |
| 2013–14         | ЮП              | СМ-Л            | 60  | 21  | 15  | 36  | 4   | 6  | 3  | 0  | 3  | 2  |
| 2014–15         | Лозанна         | ШНЛ             | 46  | 14  | 15  | 29  | 37  | 7  | 1  | 1  | 2  | 0  |
| Всего в СМ-Лиге | Всего в СМ-Лиге | Всего в СМ-Лиге | 532 | 117 | 139 | 256 | 152 | 81 | 22 | 16 | 38 | 45 |
| Всего в ШНЛ     | Всего в ШНЛ     | Всего в ШНЛ     | 46  | 14  | 15  | 29  | 37  | 7  | 1  | 1  | 2  | 0  |

### Международная карьера
| Год   | Команда   | Соревнование | Результат |   | И | Г | А | О | Штр |
| ----- | --------- | ------------ | --------- | - | - | - | - | - | --- |
| 2015  | Финляндия | ЧМ           | 6-е место | 6 | 0 | 1 | 1 | 0 |     |
| Всего | Всего     | Всего        | Всего     | 6 | 0 | 1 | 1 | 0 |     |